# Linda Spenst
Linda Spenst (Linda Felicia Spenst, verheiratete Blade; * 26. Mai 1962) ist eine ehemalige kanadische Siebenkämpferin und Weitspringerin.
Bei den Commonwealth Games 1986 in Edinburgh wurde sie Fünfte im Siebenkampf und Elfte im Weitsprung.
1987 wurde sie bei den Panamerikanischen Spielen in Indianapolis Vierte im Siebenkampf.
1986 wurde sie Kanadische Meisterin im Siebenkampf. Ihre persönliche Bestleistung in dieser Disziplin von 5688 Punkten stellte sie am 24. Mai 1987 in Götzis auf.
Nach ihrer Rückzug vom aktiven Sport studierte sie Sportwissenschaften und promovierte in Kinesiologie an der Simon Fraser University in British Columbia. In den 1990er Jahren lebte sie aufgrund der Arbeit ihres Mannes in Kano im nördlichen Nigeria. Um ihre Doktoratsstudien in die Praxis umzusetzen, wurde Blade Dozentin und Trainerin an der Bayero University in Kano. Weiter Stationen waren eine Coaching-Ausbildung der IAAF (heute World Athletics) in Nairobi, Kenia. Mit ihrer Erfahrung aus dem Leben und Arbeiten in einem muslimischen Umfeld in Kano reiste sie anschließend nach Iran und Bahrain, um Frauen zu schulen, wie sie Mädchen trainieren können. Sie führte auch Trainerausbildungen für Männer und Frauen in Sri Lanka, Guyana, Puerto Rico, Nigeria und Trinidad und Tobago durch.
Aufgrund der Geburt ihres Kindes ließ sich Blade in Edmonton, Alberta, nieder und gründete ihr eigenes Coaching-Unternehmen. Talentscouts des damals besten Eishockeyteams Kanadas, den Edmonton Oilers, warben sie bald an, um Nachwuchsspieler zu finden. Diese Arbeit führte sie auch in zahlreichen anderen Sportarten weiter. Zu ihren Schützlingen gehörten das kanadische Eiskunstlauf-Paar Jamie Sale und David Pelletier, die 2002 bei den Olympischen Winterspielen in Salt Lake City Gold gewannen. Von 2014 bis 2023 war sie Präsidentin des Vorstandfs von Athletics Alberta in Canada.